# Apagni
Apagni è una frazione del comune italiano di Sellano, in provincia di Perugia.

## Monumenti e luoghi di interesse

### Architettura religiosa
Chiesa di San Giovanni BattistaEretta tra il XIV ed il XVII secolo, è oggi di pertinenza del cimitero frazionale. L'edificio si presenta esternamente come una semplice chiesa rurale, composta dal corpo principale a cui si addossano la sagrestia, il campanile a vela ed una piccola cappella. L'interno, invece, offre alcuni sbiaditi affreschi cinquecenteschi.